# Герб Баришівки
Герб Ба́ришівки — офіційний символ смт Баришівки (райцентр Київської області), затверджений 21 квітня 1998 року.
Автор герба — А. Гречило.

## Опис
Гербовий щит має чотирикутну форму з півколом в основі. У золотому полі щита сидить св. Софія у лазуровій сукні та червоному плащі, у золотій короні з німбом навколо голови, зі здійнятими руками, у правиці тримаючи червону чашу. 
Щит обрамований декоративним картушем та увінчаний срібною міською короною з трьома мерлонами.

## Джерело
- Гречило А. Герби та прапори міст і сіл України. — Львів, 2004. — Ч. 1. — С. 27.
- Коваленко В. Баришівка: загальний опис [Архівовано 10 вересня 2011 у Wayback Machine.]